# Apodemia tuolumnensis
Apodemia tuolumnensis är en fjärilsart som beskrevs av Paul A. Opler och Powell 1962. Apodemia tuolumnensis ingår i släktet Apodemia och familjen Riodinidae. Inga underarter finns listade i Catalogue of Life.